# Munna boeckii
Munna boeckii är en kräftdjursart som beskrevs av Henrik Nikolai Krøyer 1839. Munna boeckii ingår i släktet Munna och familjen Munnidae. Arten är reproducerande i Sverige. Inga underarter finns listade i Catalogue of Life.